# Schorlomita
La schorlomita, escorlomita o chorlomita es un nesosilicato de calcio con óxido férrico. Contiene siempre en exiguas y variadas proporciones, óxido ferroso y óxido de magnesio. Tiene además como propiedad esencial el encontrarse asociada al granate denominado melanita. Su nombre deriva de su semejanza en el color con el chorlo, una especie del grupo de la turmalina. Fue descrito a partir de ejemplares encontrados en Magnet Cove, Arkansas (USA), que consecuentemente es la localidad tipo. 

## Propiedades físias y químicas
La escorlomita pertenece a la familia de los granates, y dentro de ella a los granates con titanio. Su morfología es la habitual en los granates, cristales formados por la combinación del rombododecaedro, que suele ser la figura dominante, con el trapezoedro. Es de color negro o marrón muy oscuro, por lo que puede confundirse con varideda4es oscuras de la grosularia o de la andradita. Tiene siempre un cierto contenido de hierro substituyendo al titanio. Las substituciones que pueden ser en forma de hierro ferroso o de hierro férrico, están acompañadas de la incorporación de iones de sodio o de magnesio. Según la nomenclatura de los granates, esto implica que además del término schorlomita, los ejemplares reales contienen proporciones menores de los términos andradita y morimotoita.

## Yacimientos
La escorlomita es un granate bastante raro. Adamás de en la localidad tipo, se ha encontrado en el macizo de Kovdor, en Murmunskaya oblast, Rusia. Se han encontrado cristales de buena calidad, bien formados y brillantes, generalmente asociados con nefelina, en Tanfit, Uarzazat, Marruecos